# C/1743 X1
La Grande comète de 1744, dont la désignation officielle est C/1743 X1, et qui est également appelée comète de Cheseaux ou comète Klinkenberg-Cheseaux, est une comète spectaculaire qui fut observée entre fin 1743 et début 1744. Elle fut découverte indépendamment fin novembre 1743 par Jan de Munck, dans la seconde semaine de décembre par Dirk Klinkenberg, et, quatre jours plus tard, par Jean Philippe Loys de Cheseaux. Elle devint visible à l'œil nu pendant plusieurs mois en 1744 et montra des effets spectaculaires et inhabituels dans le ciel. Sa magnitude absolue — ou luminosité intrinsèque — de 0,5 est la sixième plus élevée des valeurs enregistrées historiquement. Sa magnitude apparente pourrait avoir atteint une valeur de -7, la conduisant à être classée parmi les "grandes comètes". Cette comète est particulièrement célèbre pour avoir développé un 'éventail' de six queues après avoir atteint son périhélie.

## Découverte
La comète fut découverte le 29 novembre 1743 par Jan de Munck à Middelburg, et aperçue indépendamment le 9 décembre 1743 par Klinkenberg à Haarlem, puis par Cheseaux à l'observatoire de Lausanne le 13 décembre. Chéseaux dit qu'elle n'avait pas de queue et ressemblait à une étoile nébuleuse de troisième magnitude ; il mesura une chevelure de cinq minutes d'arc.
La luminosité de la comète s'accrut constamment à l'approche du périhélie. Le 18 février 1744, Cheseaux nota qu'elle était aussi brillante que la planète Vénus (avec une magnitude apparente de -4,6) et qu'à ce moment elle avait une double queue.

## Périhélie, "six queues"
La comète atteignit son périhélie autour du 1er mars 1744, à une distance de 0,2 unité astronomique du Soleil. À peu près à cette époque, elle était assez brillante pour être observée de jour à l'œil nu. Comme elle s'éloignait du périhélie, une queue spectaculaire se développa — s'étendant bien au-dessus de l'horizon tandis que le noyau de la comète restait invisible à cause du lever du jour. Début mars 1744, Chéseaux et plusieurs autres observateurs décrivirent un phénomène extrêmement inhabituel — un 'éventail' de six queues séparées s'éleva au-dessus de l'horizon.
La structure de la queue fut une énigme pour les astronomes pendant plusieurs années. Bien que d'autres comètes aient eu des queues multiples, la comète de 1744 fut unique pour en posséder six. Il a été suggéré que l'éventail de queues fut créé par trois sources actives sur le noyau cométaire, soumises au rayonnement solaire pendant que le noyau tournait sur lui-même. Il a également été proposé que le phénomène de queues multiples soit un exemple très marqué de "stries de poussières" observé dans les queues de certaines comètes, telles que C/1975 V1 (West) et C/2006 P1 (McNaught).

## Autres observations
Le 9 mars, Chéseaux, fut le dernier observateur connu de l'hémisphère nord à voir la comète, mais elle resta visible aux observateurs de l'hémisphère sud, dont certains signalèrent une queue s'étendant sur environ 90 degrés le 1er mars. La comète ne fut plus visible après le 22 avril 1744.
La comète fut également décrite dans les observations astronomiques chinoises. Les chercheurs ont découvert que certaines de leurs observations décrivent des sons associés à la comète, qui pourraient, si le fait est exact, résulter de l'interaction de particules dans la magnétosphère terrestre, comme il est parfois observé lors des aurores.
Charles Messier, alors âgé de 13 ans, fut parmi ceux qui virent la comète et elle fut pour lui une source d'inspiration importante. Il devint ensuite une figure importante de l'astronomie, et découvrit plusieurs comètes pendant ses observations.
Catherine la Grande, alors encore appelée Sophie, observa la comète tandis que, jeune fille , elle était en voyage pour la Russie pour y être mariée

## Citation
La comète est mentionnée dans le dernier verset du lied de Mozart Die Alte (en), composé en 1787 sur un poème de Friedrich von Hagedorn.

## Période et possibles observations antérieures
Bien que Chéseaux ait affirmé que C/1743 X1 possédait une période de révolution de 442 ans, il est généralement admis[Information douteuse] aujourd'hui qu'il s'agissait d'une comète non périodique dont la trajectoire hyperbolique l'a fait sortir définitivement du système solaire.
Dans leur étude de 2025, Maik Meyer et Gary W. Kronk identifient la grande comète de 1744 (C/1743 X1) à la grande comète diurne de 1402 (C/1402 D1), à la comète de 1032, à celle de 676 (X/676 P1), possiblement à celle de 336 et, de façon beaucoup moins certaine, à la comète de César (C/–43 K1). Il prédisent par suite un retour de la comète vers fin 2097.